# The Substitute Minister
The Substitute Minister é um filme de curta-metragem mudo, do gênero drama, produzido nos Estados Unidos e lançado em 1915.